# Vi tror på Gud som skapar världen
Vi tror på Gud som skapar världen är en trosbekännelsepsalm av Olov Hartman, skriven 1970. Melodi av Roland Forsberg i F-dur från 1971 och ytterligare bearbetad 1974. Psalmen har fyra strofer, som alla börjar "Vi tror": "Vi tror på Gud som skapar världen", "Vi tror på Gud som kom i världen", "Vi tror på Gud som sänt i världen" och "Vi tror att Gud är mer än världen".

## Publicerad i
- Den svenska psalmboken 1986 som nr 335 under rubriken "Treenigheten".
- Psalmer och Sånger 1987 som nr 351 under rubriken "Fader, Son och Ande - Treenigheten".[1]
- Sång i Guds värld Tillägg till Svensk psalmbok för den evangelisk-lutherska kyrkan i Finland 2015 som nr 867 under rubriken "Gudstjänstlivet".